# Maglarps socken
Maglarps socken i Skåne ingick i Skytts härad, uppgick 1967 i Trelleborgs stad och området ingår sedan 1971 i Trelleborgs kommun och motsvarar från 2016 Maglarps distrikt.
Socknens areal är 10,01 kvadratkilometer varav 9,99 land. År 2000 fanns här 438 invånare.  Det tidigare fiskelägena Stavsten och Skåre, tätorten Kurland samt kyrkbyn Maglarp med sockenkyrkan Maglarps kyrka ligger i socknen. 

## Administrativ historik
Socknen har medeltida ursprung. 
Vid kommunreformen 1862 övergick socknens ansvar för de kyrkliga frågorna till Maglarps församling och för de borgerliga frågorna bildades Maglarps landskommun. Landskommunen uppgick 1952 i Skegrie landskommun som uppgick 1967 i Trelleborgs stad som ombildades 1971 till Trelleborgs kommun. Församlingen uppgick 2002 i Hammarlövs församling.
1 januari 2016 inrättades distriktet Maglarps, med samma omfattning som församlingen hade 1999/2000.  
Socknen har tillhört län, fögderier, tingslag och domsagor enligt vad som beskrivs i artikeln Skytts härad. De indelta soldaterna tillhörde Södra skånska infanteriregementet, Skytts kompani och Skånska dragonregementet, Haglösa skvadron, Haglösa kompani.

## Geografi
Maglarps socken ligger väst om Trelleborg vid Östersjökusten. Socknen är en odlad slättbygd på Söderslätt.

## Fornlämningar
Från järnåldern finns ett gravfält och en rest sten. 

## Namnet
Namnet skrevs 1368 Maklathorp och kommer från kyrkbyn. Efterleden är torp, 'nybygge'. Förleden innehåller en sidoform av mikl, 'stor'..